# 검단호수공원역
검단호수공원역(Geomdan Lake Park Station, 黔丹湖水公園驛)은 인천 도시철도 1호선의 역이다. 검단신도시 북부 불로동에 위치하며 향후 인천 도시철도 2호선의 환승역으로 검토 중이다. 인근에 검단호수공원이 있다. 이 역부터 아라역까지 지하 구간이다. 심야에 2편성이 주박한다.

## 연혁
- 2024년 1월 3일: 역명 확정[1]
- 2025년 6월 28일: 개통

## 과거 역명
역명 확정 전에는 검단역이었다.

## 역 구조
스크린도어가 설치되어있다.
| ↑시.종착    |
| \| 상       |
| ↓신검단중앙 |

| 상행 | ● 인천 도시철도 1호선 | 시.종착                                              |
| 하행 | ● 인천 도시철도 1호선 | 부평구청 · 인천시청 · 원인재 · 송도달빛축제공원 방면 |

## 역 주변
- 검단호수공원(조성 예정)

## 인접한 역
| 인천 도시철도 1호선 | 인천 도시철도 1호선   | 인천 도시철도 1호선                   |
| ------------------- | --------------------- | ------------------------------------- |
| 시·종착역           | ● 인천 도시철도 1호선 | I108 신검단중앙 송도달빛축제공원 방면 |